# Station Lunery
Station Lunery is een spoorwegstation in de Franse gemeente Lunery.